# صموئيل بيل توماس
صموئيل بيل توماس (بالإنجليزية: Samuel Bell Thomas)‏ هو محامي وسياسي أمريكي، ولد في 6 يوليو 1868، وتوفي في 11 أكتوبر 1943. حزبياً، نشط في Commonwealth Land Party ‏.